# Parafia Niepokalanego Poczęcia Najświętszej Maryi Panny w Skarżysku-Kamiennej
Parafia Niepokalanego Poczęcia Najświętszej Maryi Panny w Skarżysku-Kamiennej – rzymskokatolicka parafia w Skarżysku-Kamiennej, należąca do dekanatu skarżyskiego w diecezji radomskiej.

## Historia
- Klasztor ojców franciszkanów konwentualnych powstał staraniem prowincjała o. Anzelma Kubita. Kaplica murowana zbudowana została w latach 1936–1938, poświęcił ją bp Paweł Kubicki. W czasie II wojny światowej, w 1940, franciszkanie ze skarżyskiego domu zostali zamordowani przez Niemców za współpracę z organizacją konspiracyjną. Kaplica wówczas była przez pewien czas zamknięta. Po jej otwarciu pracował w niej najpierw kapłan diecezjalny, następnie franciszkanie, a od 1943 księżą diecezjalni. W 1945 franciszkanie ponownie zamieszkali w skarżyskim klasztorze i zaczęli sprawować opiekę duszpasterską w kaplicy. Parafia została erygowana 9 maja 1957 przez bpa Jana Kantego Lorka z wydzielonego terenu parafii pw. Najświętszego Serca Jezusowego w Skarżysku-Kamiennej i parafii Parszów. Przez wiele kolejnych lat władze komunistyczne nie pozwalały na budowę świątyni parafialnej.

## Kościół
- Kościół pod wezwaniem Niepokalanego Poczęcia Najświętszej Maryi Panny w Skarżysku-Kamiennej, według projektu arch. Józefa Barosa i konstruktora Stefana Goszczyńskiego, zbudowany w latach 1983–1987 staraniem parafian i ojców franciszkanów. Poświęcił go 9 maja 1987 bp Adam Odzimek. Konsekracji świątyni dokonał bp Zygmunt Zimowski 4 października 2007. Kościół jest zbudowany z cegły i kamienia.

## Terytorium
- Na terenie parafii leżą ulice: 1 Maja, 3 Maja, Bilskiego, Bobowskich, Bazaltowa, Chłodna, Ciepła, Czerwonego Krzyża, Dobra, Fabryczna, Franciszkańska, Gierymskiego, Głogowa, Gołębia, Grzybowa, Jaskółcza, Jastrzębia, Kanarkowa, Kredytowa, Krucza, Krzemowa, Kościuszki, Langiewicza, Limanowskiego, Łyżwy, Marmurowa, Obywatelska, Ogólna, Ogrodnicza, Oleśnicka, Organizacji Orzeł Biały, Piaskowa, Piękna, Podjazdowa, Przechodnia, Przesmyk, Ptasia, Równoległa, Rynek, Rzemieślnicza, Rzeźniana, Skowronkowa, Słowikowa, Spacerowa, Staszica, Szarych Szeregów, Szczepanów, Średnia, Świeża, Towarowa, Wąska, Wesoła, Wiśniowa, Witwickich, Wschodnia, Wspólna, Zacisze, Żurawia oraz osadę Szczepanów.

## Proboszczowie
- 1957–1965 – o. Bogumił Talarek
- 1965–1974 – o. Bogumił Niewczas
- 1974–1980 – o. Kordian Orzechowski
- 1980–1983 – o. Rajmund Mazur
- 1983–1992 – o. Eugeniusz Wiraszka
- 1992–1994 – o. Robert Fortgang
- 1994–2000 – o. Andrzej Kuśmierski
- 2000–2012 – o. Marek Zienkiewicz
- 2012–2020 - o. Rafał Kołodziejski
- 1 września 2020 - 2 stycznia 2021 - o. Krzysztof Świderek
- od 3 stycznia 2021 - o. Janusz Siwicki